# Marathon de Boston
Le marathon de Boston est une course pédestre de 42,195 km empruntant chaque année depuis 1897 les routes et rues de Boston, habituellement le troisième lundi d'avril (Patriots' Day). C'est le plus vieux marathon annuel au monde qui a fêté sa 119e édition en 2015. Il fait partie du World Marathon Majors, compétition regroupant six marathons majeurs.
L'événement attire 500 000 spectateurs chaque année, ce qui en fait l'événement sportif le plus suivi en Nouvelle-Angleterre. Débutant avec un nombre de 18 participants en 1897, la course attire désormais chaque année une moyenne d'environ 30 000 participants. Le record a été atteint lors de la centième édition en 1996 avec 38 708 participants.
Le 15 avril 2013, lors de la 117e édition du marathon de Boston, deux bombes explosent près de la ligne d'arrivée, deux heures après le passage du vainqueur, causant la mort de trois personnes et faisant 264 blessés,.

## Spécificités

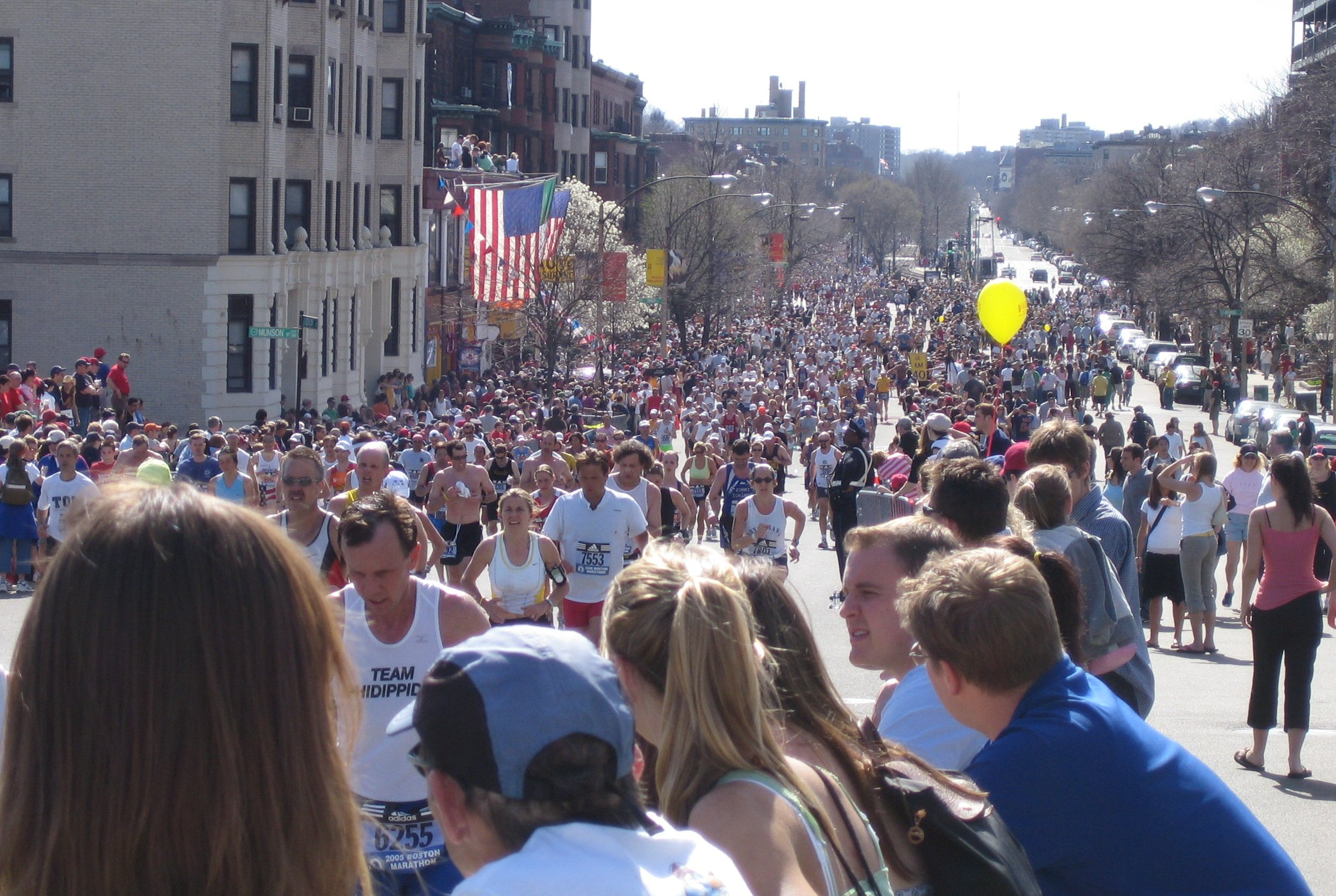
Édition 2005.

Cette épreuve est très particulière dans la mesure où l'inscription est soumise à l'obligation de présenter un temps de qualification devant être réalisé lors d'un précédent marathon certifié par l'USA Track & Field ou l'AIMS. Parmi ceux-ci, qualificatifs pour le marathon de Boston, figurent les cinq autres marathons de la World Marathon Major League (Chicago, New York, Berlin, Londres, Tokyo) ainsi que la plupart des marathons annuels des grandes villes américaines.
En 1986, le marathon doit s'adapter aux exigences des coureurs qui revendiquent un prix. En effet, jusqu'à cette date, le prix était une couronne d'olivier. 
Bien que le marathon de Boston soit réputé comme assez difficile, il ne peut pas prétendre être le lieu d'un record du monde, les règles de validation interdisant d'avoir une arrivée située à une altitude moins élevée que celle du départ.

## Temps de qualification
Fermé aux coureurs n'ayant pas encore couru de marathon, l'inscription est par conséquent réservée aux personnes ayant déjà couru au moins dans une autre course certifiée. Le temps d'engagement pour la course de Boston doit avoir été réalisé dans les 18 mois précédents (après le 13 septembre 2014 pour l'édition du 18 avril 2016). Les minima requis pour le marathon de 2023 sont les suivants :
| Âge   | Hommes     | Femmes     |
| ----- | ---------- | ---------- |
| 18-34 | 3 h 00 min | 3 h 30 min |
| 35-39 | 3 h 05 min | 3 h 35 min |
| 40-44 | 3 h 10 min | 3 h 40 min |
| 45-49 | 3 h 20 min | 3 h 50 min |
| 50-54 | 3 h 25 min | 3 h 55 min |
| 55-59 | 3 h 35 min | 4 h 05 min |
| 60-64 | 3 h 50 min | 4 h 20 min |
| 65-69 | 4 h 05 min | 4 h 35 min |
| 70-74 | 4 h 20 min | 4 h 50 min |
| 75-79 | 4 h 35 min | 5 h 05 min |
| 80+   | 4 h 50 min | 5 h 20 min |

La réalisation d'un temps qualificatif donne le droit de soumettre sa demande de participation. La qualification effective dépendra du nombre de postulants, priorité étant donnée aux meilleurs temps relativement à la catégorie concernée.
Le tirage se fait en quatre étapes : dans un premier temps, les candidats ayant un temps meilleur d'au moins 20 minutes au temps limite de leur catégorie peuvent postuler. Dans une deuxième phase, peuvent postuler les candidats ayant un temps meilleur d'au moins 10 minutes. Un troisième tirage autorise les demandes des coureurs ayant fait au moins 5 minutes de mieux que les standards. Enfin, s'il reste des places disponibles, tout candidat ayant réalisé un temps égal ou meilleur que la limite peut soumettre sa demande. 

## Palmarès

### Hommes

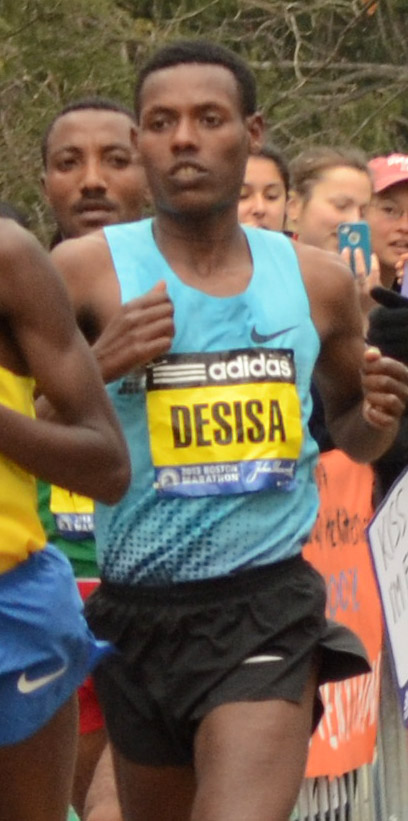
Lelisa Desisa au marathon de Boston 2013, qu'il remporte.

Record de l'épreuve
| Date | Vainqueur                                           | Pays                                                | Temps                                               |
| ---- | --------------------------------------------------- | --------------------------------------------------- | --------------------------------------------------- |
| 2025 | John Korir                                          | Kenya                                               | 2 h 4 min 45 s                                      |
| 2024 | Sisay Lemma                                         | Éthiopie                                            | 2 h 6 min 17 s                                      |
| 2023 | Evans Chebet                                        | Kenya                                               | 2 h 5 min 54 s                                      |
| 2022 | Evans Chebet                                        | Kenya                                               | 2 h 6 min 51 s                                      |
| 2021 | Benson Kipruto                                      | Kenya                                               | 2 h 9 min 51 s                                      |
| 2020 | Course annulée en raison de la pandémie de Covid-19 | Course annulée en raison de la pandémie de Covid-19 | Course annulée en raison de la pandémie de Covid-19 |
| 2019 | Lawrence Cherono                                    | Kenya                                               | 2 h 7 min 57 s                                      |
| 2018 | Yuki Kawauchi                                       | Japon                                               | 2 h 15 min 58 s                                     |
| 2017 | Geoffrey Kirui                                      | Kenya                                               | 2 h 9 min 37 s                                      |
| 2016 | Lemi Berhanu                                        | Éthiopie                                            | 2 h 12 min 45 s                                     |
| 2015 | Lelisa Desisa                                       | Éthiopie                                            | 2 h 9 min 17 s                                      |
| 2014 | Meb Keflezighi                                      | États-Unis                                          | 2 h 8 min 37 s                                      |
| 2013 | Lelisa Desisa                                       | Éthiopie                                            | 2 h 10 min 22 s                                     |
| 2012 | Wesley Korir                                        | Kenya                                               | 2 h 12 min 40 s                                     |
| 2011 | Geoffrey Mutai                                      | Kenya                                               | 2 h 3 min 2 s                                       |
| 2010 | Robert Kiprono Cheruiyot                            | Kenya                                               | 2 h 5 min 52 s                                      |
| 2009 | Deriba Merga                                        | Éthiopie                                            | 2 h 8 min 42 s                                      |
| 2008 | Robert Kipkoech Cheruiyot                           | Kenya                                               | 2 h 7 min 46 s                                      |
| 2007 | Robert Kipkoech Cheruiyot                           | Kenya                                               | 2 h 14 min 13 s                                     |
| 2006 | Robert Kipkoech Cheruiyot                           | Kenya                                               | 2 h 7 min 14 s                                      |
| 2005 | Hailu Negussie                                      | Éthiopie                                            | 2 h 11 min 44 s                                     |
| 2004 | Timothy Cherigat                                    | Kenya                                               | 2 h 10 min 37 s                                     |
| 2003 | Robert Kipkoech Cheruiyot                           | Kenya                                               | 2 h 10 min 11 s                                     |
| 2002 | Rodgers Rop                                         | Kenya                                               | 2 h 9 min 2 s                                       |
| 2000 | Elijah Lagat                                        | Kenya                                               | 2 h 9 min 47 s                                      |
| 1999 | Joseph Chebet                                       | Kenya                                               | 2 h 9 min 52 s                                      |
| 1998 | Moses Tanui                                         | Kenya                                               | 2 h 7 min 34 s                                      |
| 1997 | Lameck Aguta                                        | Kenya                                               | 2 h 10 min 34 s                                     |
| 1996 | Moses Tanui                                         | Kenya                                               | 2 h 9 min 15 s                                      |
| 1995 | Cosmas Ndeti                                        | Kenya                                               | 2 h 9 min 22 s                                      |
| 1994 | Cosmas Ndeti                                        | Kenya                                               | 2 h 7 min 15 s                                      |
| 1993 | Cosmas Ndeti                                        | Kenya                                               | 2 h 9 min 33 s                                      |
| 1992 | Ibrahim Hussein                                     | Kenya                                               | 2 h 8 min 14 s                                      |
| 1991 | Ibrahim Hussein                                     | Kenya                                               | 2 h 11 min 6 s                                      |
| 1990 | Gelindo Bordin                                      | Italie                                              | 2 h 8 min 19 s                                      |
| 1989 | Abebe Mekonnen                                      | Éthiopie                                            | 2 h 9 min 6 s                                       |
| 1988 | Ibrahim Hussein                                     | Kenya                                               | 2 h 8 min 43 s                                      |
| 1987 | Toshihiko Seko                                      | Japon                                               | 2 h 11 min 50 s                                     |
| 1986 | Robert de Castella                                  | Australie                                           | 2 h 7 min 51 s                                      |
| 1985 | Geoff Smith                                         | Royaume-Uni                                         | 2 h 14 min 5 s                                      |
| 1984 | Geoff Smith                                         | Royaume-Uni                                         | 2 h 10 min 34 s                                     |
| 1983 | Greg Meyer                                          | États-Unis                                          | 2 h 9 min 0 s                                       |
| 1982 | Alberto Salazar                                     | États-Unis                                          | 2 h 8 min 52 s                                      |
| 1981 | Toshihiko Seko                                      | Japon                                               | 2 h 9 min 26 s                                      |
| 1980 | Bill Rodgers                                        | États-Unis                                          | 2 h 12 min 11 s                                     |
| 1979 | Bill Rodgers                                        | États-Unis                                          | 2 h 9 min 27 s                                      |
| 1978 | Bill Rodgers                                        | États-Unis                                          | 2 h 10 min 13 s                                     |
| 1977 | Jerome Drayton                                      | Canada                                              | 2 h 14 min 46 s                                     |
| 1976 | Jack Fultz                                          | États-Unis                                          | 2 h 20 min 19 s                                     |
| 1975 | Bill Rodgers                                        | États-Unis                                          | 2 h 9 min 55 s                                      |
| 1974 | Neil Cusack                                         | Irlande                                             | 2 h 13 min 39 s                                     |
| 1973 | Jon Anderson                                        | États-Unis                                          | 2 h 16 min 3 s                                      |
| 1972 | Olavi Suomalainen                                   | Finlande                                            | 2 h 15 min 39 s                                     |
| 1971 | Alvaro Mejia                                        | Colombie                                            | 2 h 18 min 45 s                                     |
| 1970 | Ron Hill                                            | Royaume-Uni                                         | 2 h 10 min 30 s                                     |
| 1969 | Yoshiaki Unetani                                    | Japon                                               | 2 h 13 min 49 s                                     |
| 1968 | Amby Burfoot                                        | États-Unis                                          | 2 h 22 min 17 s                                     |
| 1967 | David McKenzie                                      | Nouvelle-Zélande                                    | 2 h 15 min 45 s                                     |
| 1966 | Kenji Kimihara                                      | Japon                                               | 2 h 17 min 11 s                                     |
| 1965 | Morio Shigematsu                                    | Japon                                               | 2 h 16 min 33 s                                     |
| 1964 | Aurèle Vandendriessche                              | Belgique                                            | 2 h 19 min 59 s                                     |
| 1963 | Aurèle Vandendriessche                              | Belgique                                            | 2 h 18 min 58 s                                     |
| 1962 | Eino Oksanen                                        | Finlande                                            | 2 h 23 min 48 s                                     |
| 1961 | Eino Oksanen                                        | Finlande                                            | 2 h 23 min 39 s                                     |
| 1960 | Paavo Kotila                                        | Finlande                                            | 2 h 20 min 54 s                                     |
| 1959 | Eino Oksanen                                        | Finlande                                            | 2 h 22 min 42 s                                     |
| 1958 | Franjo Mihalić                                      | Yougoslavie                                         | 2 h 25 min 54 s                                     |
| 1957 | John J. Kelley                                      | États-Unis                                          | 2 h 20 min 5 s                                      |
| 1956 | Antti Viskari                                       | Finlande                                            | 2 h 14 min 14 s                                     |
| 1955 | Hideo Hamamura                                      | Japon                                               | 2 h 18 min 22 s                                     |
| 1954 | Veikko Karvonen                                     | Finlande                                            | 2 h 20 min 39 s                                     |
| 1953 | Keizo Yamada                                        | Japon                                               | 2 h 18 min 51 s                                     |
| 1952 | Doroteo Flores                                      | Guatemala                                           | 2 h 31 min 53 s                                     |
| 1951 | Shigeki Tanaka                                      | Japon                                               | 2 h 27 min 45 s                                     |
| 1950 | Kee Yong Ham                                        | Corée du Sud                                        | 2 h 32 min 39 s                                     |
| 1949 | Karl Leandersson                                    | Suède                                               | 2 h 31 min 50 s                                     |
| 1948 | Gérard Côté                                         | Canada                                              | 2 h 31 min 2 s                                      |
| 1947 | Suh Yun-bok                                         | Corée du Sud                                        | 2 h 25 min 39 s                                     |
| 1946 | Stylianos Kyriakides                                | Grèce                                               | 2 h 29 min 27 s                                     |
| 1945 | John A. Kelley                                      | États-Unis                                          | 2 h 30 min 40 s                                     |
| 1944 | Gérard Côté                                         | Canada                                              | 2 h 31 min 50 s                                     |
| 1943 | Gérard Côté                                         | Canada                                              | 2 h 28 min 25 s                                     |
| 1942 | Joe Smith                                           | États-Unis                                          | 2 h 26 min 51 s                                     |
| 1941 | Leslie S. Pawson                                    | États-Unis                                          | 2 h 30 min 38 s                                     |
| 1940 | Gérard Côté                                         | Canada                                              | 2 h 28 min 28 s                                     |
| 1939 | Ellison M. Brown                                    | États-Unis                                          | 2 h 28 min 51 s                                     |
| 1938 | Leslie S. Pawson                                    | États-Unis                                          | 2 h 35 min 34 s                                     |
| 1937 | Walter Young                                        | Canada                                              | 2 h 33 min 20 s                                     |
| 1936 | Ellison M. Brown                                    | États-Unis                                          | 2 h 33 min 40 s                                     |
| 1935 | John A. Kelley                                      | États-Unis                                          | 2 h 32 min 7 s                                      |
| 1934 | Dave Komonen                                        | Canada                                              | 2 h 32 min 53 s                                     |
| 1933 | Leslie S. Pawson                                    | États-Unis                                          | 2 h 31 min 1 s                                      |
| 1932 | Paul DeBruyn                                        | Allemagne                                           | 2 h 33 min 36 s                                     |
| 1931 | James P. Henigan                                    | États-Unis                                          | 2 h 46 min 45 s                                     |
| 1930 | Clarence DeMar                                      | États-Unis                                          | 2 h 34 min 48 s                                     |
| 1929 | John C. Miles                                       | Canada                                              | 2 h 33 min 8 s                                      |
| 1928 | Clarence DeMar                                      | États-Unis                                          | 2 h 37 min 7 s                                      |
| 1927 | Clarence DeMar                                      | États-Unis                                          | 2 h 40 min 22 s                                     |
| 1926 | John C. Miles                                       | Canada                                              | 2 h 25 min 40 s                                     |
| 1925 | Charles Mellor                                      | États-Unis                                          | 2 h 33 min 0 s                                      |
| 1924 | Clarence DeMar                                      | États-Unis                                          | 2 h 29 min 40 s                                     |
| 1923 | Clarence DeMar                                      | États-Unis                                          | 2 h 23 min 47 s                                     |
| 1922 | Clarence DeMar                                      | États-Unis                                          | 2 h 18 min 10 s                                     |
| 1921 | Frank Zuna                                          | États-Unis                                          | 2 h 18 min 57 s                                     |
| 1920 | Peter Trivoulides                                   | États-Unis                                          | 2 h 29 min 31 s                                     |
| 1919 | Carl Linder                                         | États-Unis                                          | 2 h 29 min 13 s                                     |
| 1918 | Military Relay                                      | États-Unis                                          | 2 h 29 min 53 s                                     |
| 1917 | Bill Kennedy                                        | États-Unis                                          | 2 h 28 min 37 s                                     |
| 1916 | Arthur Roth                                         | États-Unis                                          | 2 h 27 min 16 s                                     |
| 1915 | Edouard Fabre                                       | Canada                                              | 2 h 31 min 41 s                                     |
| 1914 | James Duffy                                         | Canada                                              | 2 h 25 min 14 s                                     |
| 1913 | Fritz Carlson                                       | États-Unis                                          | 2 h 25 min 14 s                                     |
| 1912 | Michael Ryan                                        | États-Unis                                          | 2 h 21 min 18 s                                     |
| 1911 | Clarence DeMar                                      | États-Unis                                          | 2 h 21 min 39 s                                     |
| 1910 | Fred Cameron                                        | Canada                                              | 2 h 28 min 52 s                                     |
| 1909 | Henri Renaud                                        | États-Unis                                          | 2 h 53 min 36 s                                     |
| 1908 | Thomas Morrissey                                    | États-Unis                                          | 2 h 25 min 43 s                                     |
| 1907 | Thomas Longboat                                     | Canada                                              | 2 h 24 min 24 s                                     |
| 1906 | Tim Ford                                            | États-Unis                                          | 2 h 45 min 45 s                                     |
| 1905 | Frederick Lorz                                      | États-Unis                                          | 2 h 38 min 25 s                                     |
| 1904 | Michael Spring                                      | États-Unis                                          | 2 h 38 min 4 s                                      |
| 1903 | John Lorden                                         | États-Unis                                          | 2 h 41 min 29 s                                     |
| 1902 | Sammy Mellor                                        | États-Unis                                          | 2 h 43 min 12 s                                     |
| 1901 | John Caffery                                        | Canada                                              | 2 h 29 min 23 s                                     |
| 1900 | John Caffery                                        | Canada                                              | 2 h 39 min 44 s                                     |
| 1899 | Lawrence Brignolia                                  | États-Unis                                          | 2 h 54 min 38 s                                     |
| 1898 | Ronald J. MacDonald                                 | Canada                                              | 2 h 42 min 0 s                                      |
| 1897 | John J. McDermott                                   | États-Unis                                          | 2 h 55 min 10 s                                     |

### Femmes

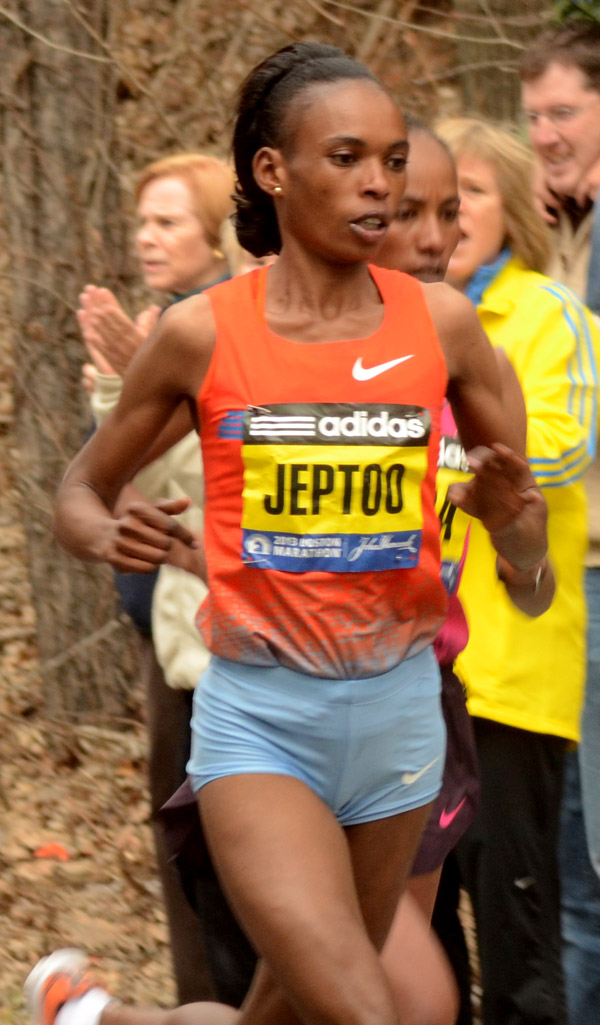
Rita Jeptoo lors du marathon de Boston 2013, qu'elle remporte.

Record de l'épreuve
| Date | Vainqueur                                           | Pays                                                | Temps                                               |
| ---- | --------------------------------------------------- | --------------------------------------------------- | --------------------------------------------------- |
| 2025 | Sharon Lokedi                                       | Kenya                                               | 2 h 17 min 22 s                                     |
| 2024 | Hellen Obiri                                        | Kenya                                               | 2 h 22 min 37 s                                     |
| 2023 | Hellen Obiri                                        | Kenya                                               | 2 h 21 min 38 s                                     |
| 2022 | Peres Jepchirchir                                   | Kenya                                               | 2 h 21 min 1 s                                      |
| 2021 | Diana Kipyokei                                      | Kenya                                               | 2 h 24 min 45 s                                     |
| 2020 | Course annulée en raison de la pandémie de Covid-19 | Course annulée en raison de la pandémie de Covid-19 | Course annulée en raison de la pandémie de Covid-19 |
| 2019 | Worknesh Degefa                                     | Éthiopie                                            | 2 h 23 min 31 s                                     |
| 2018 | Desiree Linden                                      | États-Unis                                          | 2 h 39 min 54 s                                     |
| 2017 | Edna Kiplagat                                       | Kenya                                               | 2 h 21 min 52 s                                     |
| 2016 | Atsede Baysa                                        | Éthiopie                                            | 2 h 29 min 19 s                                     |
| 2015 | Caroline Rotich                                     | Kenya                                               | 2 h 24 min 55 s                                     |
| 2014 | Rita Jeptoo                                         | Kenya                                               | 2 h 18 min 57 s                                     |
| 2013 | Rita Jeptoo                                         | Kenya                                               | 2 h 26 min 25 s                                     |
| 2012 | Sharon Cherop                                       | Kenya                                               | 2 h 31 min 50 s                                     |
| 2010 | Teyba Erkesso                                       | Éthiopie                                            | 2 h 26 min 11 s                                     |
| 2009 | Salina Kosgei                                       | Kenya                                               | 2 h 32 min 16 s                                     |
| 2008 | Dire Tune                                           | Éthiopie                                            | 2 h 25 min 25 s                                     |
| 2007 | Lidiya Grigoryeva                                   | Russie                                              | 2 h 29 min 18 s                                     |
| 2006 | Rita Jeptoo                                         | Kenya                                               | 2 h 23 min 38 s                                     |
| 2005 | Catherine Ndereba                                   | Kenya                                               | 2 h 25 min 12 s                                     |
| 2004 | Catherine Ndereba                                   | Kenya                                               | 2 h 24 min 27 s                                     |
| 2003 | Svetlana Zakharova                                  | Russie                                              | 2 h 25 min 19 s                                     |
| 2002 | Margaret Okayo                                      | Kenya                                               | 2 h 20 min 43 s                                     |
| 2001 | Catherine Ndereba                                   | Kenya                                               | 2 h 23 min 53 s                                     |
| 2000 | Catherine Ndereba                                   | Kenya                                               | 2 h 26 min 11 s                                     |
| 1999 | Fatuma Roba                                         | Éthiopie                                            | 2 h 23 min 25 s                                     |
| 1998 | Fatuma Roba                                         | Éthiopie                                            | 2 h 23 min 21 s                                     |
| 1997 | Fatuma Roba                                         | Éthiopie                                            | 2 h 26 min 23 s                                     |
| 1996 | Uta Pippig                                          | Allemagne                                           | 2 h 27 min 12 s                                     |
| 1995 | Uta Pippig                                          | Allemagne                                           | 2 h 25 min 11 s                                     |
| 1994 | Uta Pippig                                          | Allemagne                                           | 2 h 21 min 45 s                                     |
| 1993 | Olga Markova                                        | Russie                                              | 2 h 25 min 27 s                                     |
| 1992 | Olga Markova                                        | Russie                                              | 2 h 23 min 43 s                                     |
| 1991 | Wanda Panfil                                        | Pologne                                             | 2 h 24 min 18 s                                     |
| 1990 | Rosa Mota                                           | Portugal                                            | 2 h 25 min 24 s                                     |
| 1989 | Ingrid Kristiansen                                  | Norvège                                             | 2 h 24 min 33 s                                     |
| 1988 | Rosa Mota                                           | Portugal                                            | 2 h 24 min 30 s                                     |
| 1987 | Rosa Mota                                           | Portugal                                            | 2 h 25 min 21 s                                     |
| 1986 | Ingrid Kristiansen                                  | Norvège                                             | 2 h 24 min 55 s                                     |
| 1985 | Lisa Larsen Weidenbach                              | États-Unis                                          | 2 h 34 min 6 s                                      |
| 1984 | Lorraine Moller                                     | Nouvelle-Zélande                                    | 2 h 29 min 28 s                                     |
| 1983 | Joan Benoit                                         | États-Unis                                          | 2 h 22 min 43 s                                     |
| 1982 | Charlotte Teske                                     | Allemagne de l'Ouest                                | 2 h 29 min 33 s                                     |
| 1981 | Allison Roe                                         | Nouvelle-Zélande                                    | 2 h 26 min 46 s                                     |
| 1980 | Jacqueline Gareau                                   | Canada                                              | 2 h 34 min 28 s                                     |
| 1979 | Joan Benoit                                         | États-Unis                                          | 2 h 35 min 15 s                                     |
| 1978 | Gayle S. Barron                                     | États-Unis                                          | 2 h 44 min 52 s                                     |
| 1977 | Michiko Gorman                                      | États-Unis                                          | 2 h 48 min 33 s                                     |
| 1976 | Kim Merritt                                         | États-Unis                                          | 2 h 47 min 10 s                                     |
| 1975 | Liane Winter                                        | Allemagne de l'Ouest                                | 2 h 42 min 24 s                                     |
| 1974 | Michiko Gorman                                      | États-Unis                                          | 2 h 47 min 11 s                                     |
| 1973 | Jacqueline Hansen                                   | États-Unis                                          | 3 h 5 min 59 s                                      |
| 1972 | Nina Kuscsik                                        | États-Unis                                          | 3 h 10 min 26 s                                     |
| 1971 | Sara Mae Berman                                     | États-Unis                                          | 3 h 8 min 30 s                                      |
| 1970 | Sara Mae Berman                                     | États-Unis                                          | 3 h 5 min 7 s                                       |
| 1969 | Sara Mae Berman                                     | États-Unis                                          | 3 h 22 min 46 s                                     |
| 1968 | Roberta Gibb                                        | États-Unis                                          | 3 h 30 min 0 s                                      |
| 1967 | Roberta Gibb                                        | États-Unis                                          | 3 h 27 min 17 s                                     |
| 1966 | Roberta Gibb                                        | États-Unis                                          | 3 h 21 min 40 s                                     |

### Palmarès en fauteuil
Record de l'épreuve 
| Date | Vainqueur                                           | Pays                                                | Temps                                               |
| ---- | --------------------------------------------------- | --------------------------------------------------- | --------------------------------------------------- |
| 2023 | Marcel Hug                                          | Suisse                                              | 1 h 17 min 6 s                                      |
| 2022 | Daniel Romanchuk                                    | États-Unis                                          | 1 h 26 min 58 s                                     |
| 2021 | Marcel Hug                                          | Suisse                                              | 1 h 18 min 11 s                                     |
| 2020 | Course annulée en raison de la pandémie de Covid-19 | Course annulée en raison de la pandémie de Covid-19 | Course annulée en raison de la pandémie de Covid-19 |
| 2019 | Daniel Romanchuk                                    | États-Unis                                          | 1 h 21 min 36 s                                     |
| 2018 | Marcel Hug                                          | Suisse                                              | 1 h 46 min 26 s                                     |
| 2017 | Marcel Hug                                          | Suisse                                              | 1 h 18 min 3 s                                      |
| 2016 | Marcel Hug                                          | Suisse                                              | 1 h 24 min 1 s                                      |
| 2015 | Marcel Hug                                          | Suisse                                              | 1 h 29 min 53 s                                     |
| 2014 | Ernst Van Dyk                                       | Afrique du Sud                                      | 1 h 20 min 36 s                                     |
| 2013 | Hiroyuki Yamamoto                                   | Japon                                               | 1 h 25 min 33 s                                     |
| 2012 | Joshua Cassidy                                      | Canada                                              | 1 h 18 min 25 s                                     |
| 2011 | Masazumi Soejima                                    | Japon                                               | 1 h 18 min 20 s                                     |
| 2010 | Ernst Van Dyk                                       | Afrique du Sud                                      | 1 h 26 min 53 s                                     |
| 2009 | Ernst Van Dyk                                       | Afrique du Sud                                      | 1 h 33 min 29 s                                     |
| 2008 | Ernst Van Dyk                                       | Afrique du Sud                                      | 1 h 26 min 49 s                                     |
| 2007 | Masazumi Soejima                                    | Japon                                               | 1 h 29 min 16 s                                     |
| 2006 | Ernst Van Dyk                                       | Afrique du Sud                                      | 1 h 25 min 29 s                                     |
| 2005 | Ernst Van Dyk                                       | Afrique du Sud                                      | 1 h 24 min 11 s                                     |
| 2004 | Ernst Van Dyk                                       | Afrique du Sud                                      | 1 h 18 min 27 s                                     |
| 2003 | Ernst Van Dyk                                       | Afrique du Sud                                      | 1 h 28 min 32 s                                     |
| 2002 | Ernst Van Dyk                                       | Afrique du Sud                                      | 1 h 23 min 19 s                                     |
| 2001 | Ernst Van Dyk                                       | Afrique du Sud                                      | 1 h 25 min 12 s                                     |
| 2000 | Franz Nietlispach                                   | Suisse                                              | 1 h 33 min 32 s                                     |
| 1999 | Franz Nietlispach                                   | Suisse                                              | 1 h 21 min 36 s                                     |
| 1998 | Franz Nietlispach                                   | Suisse                                              | 1 h 21 min 52 s                                     |
| 1997 | Franz Nietlispach                                   | Suisse                                              | 1 h 28 min 14 s                                     |
| 1996 | Heinz Frei                                          | Suisse                                              | 1 h 30 min 14 s                                     |
| 1995 | Franz Nietlispach                                   | Suisse                                              | 1 h 25 min 59 s                                     |
| 1994 | Heinz Frei                                          | Suisse                                              | 1 h 21 min 23 s                                     |
| 1993 | Jim Knaub                                           | États-Unis                                          | 1 h 22 min 17 s                                     |
| 1992 | Jim Knaub                                           | États-Unis                                          | 1 h 26 min 28 s                                     |
| 1991 | Jim Knaub                                           | États-Unis                                          | 1 h 30 min 44 s                                     |
| 1990 | Mustapha Badid                                      | France                                              | 1 h 29 min 53 s                                     |
| 1989 | Philippe Couprie                                    | France                                              | 1 h 36 min 4 s                                      |
| 1988 | Mustapha Badid                                      | France                                              | 1 h 43 min 19 s                                     |
| 1987 | André Viger                                         | Canada                                              | 1 h 55 min 42 s                                     |
| 1986 | André Viger                                         | Canada                                              | 1 h 43 min 25 s                                     |
| 1985 | George Murray                                       | États-Unis                                          | 1 h 45 min 34 s                                     |
| 1984 | André Viger                                         | Canada                                              | 2 h 5 min 20 s                                      |
| 1983 | Jim Knaub                                           | États-Unis                                          | 1 h 47 min 10 s                                     |
| 1982 | Jim Knaub                                           | États-Unis                                          | 1 h 51 min 31 s                                     |
| 1981 | Jim Martinson                                       | États-Unis                                          | 2 h 0 min 41 s                                      |
| 1980 | Curt Brinkman                                       | États-Unis                                          | 1 h 55 min 0 s                                      |
| 1979 | Ken Archer                                          | États-Unis                                          | 2 h 38 min 59 s                                     |
| 1978 | George Murray                                       | États-Unis                                          | 2 h 26 min 57 s                                     |
| 1977 | Robert Hall                                         | États-Unis                                          | 2 h 40 min 10 s                                     |
| 1976 | non disputé                                         | non disputé                                         | non disputé                                         |
| 1975 | Robert Hall                                         | États-Unis                                          | 2 h 58 min 0 s                                      |

 Record de l'épreuve 
| Date | Vainqueur                                           | Pays                                                | Temps                                               |
| ---- | --------------------------------------------------- | --------------------------------------------------- | --------------------------------------------------- |
| 2023 | Susannah Scaroni                                    | États-Unis                                          | 1 h 41 min 45 s                                     |
| 2022 | Manuela Schär                                       | Suisse                                              | 1 h 41 min 8 s                                      |
| 2021 | Manuela Schär                                       | Suisse                                              | 1 h 35 min 21 s                                     |
| 2020 | Course annulée en raison de la pandémie de Covid-19 | Course annulée en raison de la pandémie de Covid-19 | Course annulée en raison de la pandémie de Covid-19 |
| 2019 | Manuela Schär                                       | Suisse                                              | 1 h 34 min 19 s                                     |
| 2018 | Tatyana McFadden                                    | États-Unis                                          | 2 h 4 min 39 s                                      |
| 2017 | Manuela Schär                                       | Suisse                                              | 1 h 28 min 17 s                                     |
| 2016 | Tatyana McFadden                                    | États-Unis                                          | 1 h 42 min 16 s                                     |
| 2015 | Tatyana McFadden                                    | États-Unis                                          | 1 h 52 min 54 s                                     |
| 2014 | Tatyana McFadden                                    | États-Unis                                          | 1 h 35 min 6 s                                      |
| 2013 | Tatyana McFadden                                    | États-Unis                                          | 1 h 35 min 6 s                                      |
| 2013 | Tatyana McFadden                                    | États-Unis                                          | 1 h 45 min 25 s                                     |
| 2012 | Shirley Reilly                                      | États-Unis                                          | 1 h 37 min 36 s                                     |
| 2011 | Wakako Tsuchida                                     | Japon                                               | 1 h 34 min 6 s                                      |
| 2010 | Wakako Tsuchida                                     | Japon                                               | 1 h 43 min 32 s                                     |
| 2009 | Wakako Tsuchida                                     | Japon                                               | 1 h 54 min 37 s                                     |
| 2008 | Wakako Tsuchida                                     | Japon                                               | 1 h 48 min 32 s                                     |
| 2007 | Wakako Tsuchida                                     | Japon                                               | 1 h 53 min 30 s                                     |
| 2006 | Edith Hunkeler                                      | Suisse                                              | 1 h 43 min 42 s                                     |
| 2005 | Cheri Blauwet                                       | États-Unis                                          | 1 h 47 min 45 s                                     |
| 2004 | Cheri Blauwet                                       | États-Unis                                          | 1 h 39 min 53 s                                     |
| 2003 | Christina Ripp                                      | États-Unis                                          | 1 h 54 min 47 s                                     |
| 2002 | Edith Hunkeler                                      | Suisse                                              | 1 h 45 min 57 s                                     |
| 2001 | Louise Sauvage                                      | Australie                                           | 1 h 53 min 54 s                                     |
| 2000 | Jean Driscoll                                       | États-Unis                                          | 2 h 0 min 52 s                                      |
| 1999 | Louise Sauvage                                      | Australie                                           | 1 h 42 min 23 s                                     |
| 1998 | Louise Sauvage                                      | Australie                                           | 1 h 41 min 19 s                                     |
| 1997 | Louise Sauvage                                      | Australie                                           | 1 h 54 min 28 s                                     |
| 1996 | Jean Driscoll                                       | États-Unis                                          | 1 h 52 min 56 s                                     |
| 1995 | Jean Driscoll                                       | États-Unis                                          | 1 h 40 min 42 s                                     |
| 1994 | Jean Driscoll                                       | États-Unis                                          | 1 h 34 min 22 s                                     |
| 1993 | Jean Driscoll                                       | États-Unis                                          | 1 h 34 min 50 s                                     |
| 1992 | Jean Driscoll                                       | États-Unis                                          | 1 h 36 min 52 s                                     |
| 1991 | Jean Driscoll                                       | États-Unis                                          | 1 h 42 min 42 s                                     |
| 1990 | Jean Driscoll                                       | États-Unis                                          | 1 h 43 min 17 s                                     |
| 1989 | Connie Hansen                                       | Danemark                                            | 1 h 50 min 6 s                                      |
| 1988 | Candace Cable-Brookes                               | États-Unis                                          | 2 h 10 min 44 s                                     |
| 1987 | Candace Cable-Brookes                               | États-Unis                                          | 2 h 19 min 55 s                                     |
| 1986 | Candace Cable-Brookes                               | États-Unis                                          | 2 h 9 min 28 s                                      |
| 1985 | Candace Cable-Brookes                               | États-Unis                                          | 2 h 5 min 26 s                                      |
| 1984 | Sherry Ramsey                                       | États-Unis                                          | 2 h 56 min 51 s                                     |
| 1983 | Sherry Ramsey                                       | États-Unis                                          | 2 h 27 min 7 s                                      |
| 1982 | Candace Cable-Brookes                               | États-Unis                                          | 2 h 12 min 43 s                                     |
| 1981 | Candace Cable-Brookes                               | États-Unis                                          | 2 h 38 min 41 s                                     |
| 1980 | Sharon Limpert                                      | États-Unis                                          | 2 h 49 min 4 s                                      |
| 1979 | Sheryl Bair                                         | États-Unis                                          | 3 h 27 min 56 s                                     |
| 1978 | Susan Shapiro                                       | États-Unis                                          | 3 h 52 min 35 s                                     |
| 1977 | Sharon Rahn                                         | États-Unis                                          | 3 h 48 min 51 s                                     |

#### Palmarès des vainqueurs
| Place | Athlète           |
| ----- | ----------------- |
| 10    | Ernst van Dyk     |
| 6     | Marcel Hug        |
| 5     | Jim Knaub         |
| 5     | Franz Nietlispach |
| 3     | André Viger       |
| 2     | Mustapha Badid    |
| 2     | Heinz Frei        |
| 2     | Robert Hall       |
| 2     | George Murray     |
| 2     | Daniel Romanchuk  |
| 2     | Masazumi Soejima  |

| Place | Athlète               |
| ----- | --------------------- |
| 8     | Jean Driscoll         |
| 6     | Candace Cable-Brookes |
| 6     | Tatyana McFadden      |
| 5     | Wakako Tsuchida       |
| 4     | Louise Sauvage        |
| 4     | Manuela Schär         |
| 2     | Edith Hunkeler        |
| 2     | Cheri Blauwet         |
| 2     | Sherry Ramsey         |

## Divers
- Le marathon de Boston était réservé aux hommes jusqu'en 1972, date à laquelle la fédération américaine autorisa les femmes à courir des longues distances. En 1966, Bobbi Gibb devient la première femme à terminer l'épreuve, sans dossard, et sera rétrospectivement déclarée vainqueure des éditions de 1966, 1967 et 1968[5]. Kathrine Switzer est elle la première à finir la course en réussissant en 1967 à obtenir son enregistrement[6]. Elle contribuera par la suite à l'intégration de l'épreuve au programme des Jeux olympiques, à partir de ceux de Los Angeles en 1984.
- L'édition 2007 du 16 avril a vu la participation symbolique de l'astronaute Sunita Williams, qui effectua le parcours en orbite, à 300 km d'altitude, à bord de l'ISS.
- En 1980, la marathonienne Rosie Ruiz gagna la course en trichant : elle se logea dans un hôtel situé près de la ligne d'arrivée et au moment propice, se glissa à travers la foule après s'être versé de l'eau sur la tête pour faire croire qu'elle avait transpiré. Elle établit ainsi un temps de 2 h 31 min 56 s qui, à l'époque, aurait été le record féminin de l'épreuve.
- La Team Hoyt a déjà participé trente-et-une fois au marathon.
- Les chaussures Spira équipées de ressorts ont créé une polémique en 2010 lors d'une édition de ce marathon, en offrant une récompense à qui gagnerait la course avec ces chaussures.
- Le Japonais Yuki Kawauchi fait sensation en 2018 en remportant la course alors qu'il n'est qu'amateur. Il annonce après la course qu'il démissionne de son poste d'employé de bureau[7].